# HMS Javelin
HMS Javelin – brytyjski niszczyciel z okresu II wojny światowej, należący do typu J (J/K/N), w służbie Royal Navy w latach 1939–1949. Nosił znak taktyczny F61, od czerwca 1940 G61. Był jednym z dwóch niszczycieli typu J, które przetrwały wojnę.
Podczas wojny, „Javelin” otrzymał osiem wyróżnień bitewnych (Battle Honours): za Norwegię 1940, Dunkierkę 1940, Atlantyk 1940, Diego Suarez 1942, Arktykę 1942, Morze Śródziemne 1942, Normandię 1944 i kanał La Manche 1945.

## Budowa
Okręt zamówiono 25 marca 1937 w ramach programu z 1936 roku. Stępkę pod budowę położono 11 października 1937 w stoczni John Brown & Company w Clydebank w Szkocji, kadłub wodowano 21 grudnia 1938. Budowę rozpoczęto jako niszczyciela typu K o nazwie „Kashmir”, lecz przed wodowaniem zamieniono go nazwą z równolegle budowanym niszczycielem „Javelin” (pol. oszczep) identycznego typu J (późniejszy HMS „Kashmir”). Okręt wszedł do służby w Royal Navy jako HMS „Javelin” 10 czerwca 1939 (był to drugi okręt o tej nazwie). W tej samej stoczni budowano też równocześnie niszczyciel tego typu HMS „Jackal”, a następnie HMAS „Nizam" i „Nerissa” (późniejszy polski „Piorun” identycznego typu N. Koszt budowy, bez uzbrojenia i wyposażenia łączności, wyniósł £391.570..

## Służba

### Północna Europa 1939–1942
Podobnie jak inne okręty typu J, „Javelin” wszedł do służby wkrótce przed wybuchem II wojny światowej, w skład 7 Flotylli Niszczycieli Floty Metropolii. Flotylla ta po wybuchu wojny bazowała w ujściu rzeki Humber, jako część sił Humber Force Dowództwa Nore. Przez pierwsze miesiące wojny niszczyciele flotylli głównie patrolowały na Morzu Północnym i eskortowały tam konwoje przybrzeżne. Podczas pierwszych miesięcy służby, „Javelin" kilkakrotnie atakował okręty podwodne, lecz bezskutecznie.
22 września 1939, podczas operacji SK przeciw niemieckiej żegludze, „Javelin” został poważnie uszkodzony w kolizji z niszczycielem HMS „Jersey” w Skagerraku, lecz zdołał dopłynąć o własnych siłach do Anglii. Przed ukończeniem remontu, został podczas przebazowania ponownie uszkodzony w kolizji z parowcem SS „Mordant" 22 października 1939 pod Whitby (2 zabitych), remont w Middlesbrough trwał łącznie do stycznia 1940.
W kwietniu i maju 1940 „Javelin” wziął udział w kampanii w Norwegii. 9 kwietnia wyszedł w morze w eskorcie pancernika HMS „Warspite”, dołączając do głównych sił brytyjskiej Home Fleet adm. Forbesa. Następnie głównie eskortował konwoje pomiędzy Norwegią i Wielką Brytanią, często z niszczycielem „Jackal”, bazując w Scapa Flow. 22 kwietnia był nieskutecznie atakowany przez lotnictwo w fiordzie Heisse. 29 kwietnia – 1 maja 1940 eskortował (wraz z „Jackal”) krążownik HMS „Glasgow” ewakuujący króla Norwegii i zapas złota z Molde do Tromsø. 11 maja osłaniał wraz z „Jackal" ewakuację odciętych brytyjskich żołnierzy z Mosjøen do Bodø.
Podporządkowano go następnie w połowie maja do Dowództwa Nore (Nore Command), z bazą w Harwich. Osłaniał m.in. trałowce przecinające kable telefoniczne u wybrzeża francuskiego (operacja Quizote). Wziął następnie udział w kampanii francuskiej, ewakuując 28-29 maja na swoim pokładzie żołnierzy z Dunkierki do Wielkiej Brytanii (operacja Dynamo), m.in. z bliźniaczym „Jaguar”. 28 maja został lekko uszkodzony przez niemieckie lotnictwo w Dunkierce. W dniach 6–16 czerwca 1940 był remontowany w Hull, otrzymał wówczas radar Type 286. „Javelin” został następnie przydzielony do 5 Flotylli Niszczycieli kmdra Louisa Mountbattena, operował na Morzu Północnym, na północnych podejściach z bazy Scapa Flow i nad kanałem La Manche.
W październiku został podporządkowany z grupą niszczycieli Dowództwu Zachodnich Podejść. Zajmował się wciąż głównie eskortą konwojów. W nocy 10–11 października 1940 wziął udział w operacji Medium, ostrzeliwując wraz z pancernikiem HMS „Revenge” i niszczycielami 5 Flotylli port w Cherbourgu.
24 listopada 1940 uczestniczył w bezskutecznej próbie przechwycenia niemieckich niszczycieli, przeprowadzających rajd pod brytyjskie wybrzeże. W nocy 29 listopada 1940 wziął udział wraz z HMS „Jackal”, „Kashmir”, „Jersey” i „Jupiter” w potyczce z niemieckimi niszczycielami „Karl Galster”, „Hans Lody” i „Richard Beitzen”, przeprowadzającymi ponowny rajd. „Javelin” jako jedyny został ciężko uszkodzony dwiema torpedami niszczyciela „Hans Lody”, które urwały mu całą część dziobową i rufową, lecz dzięki sprawnej pracy drużyn przeciwawaryjnych zdołał utrzymać się na wodzie. Zginęło 3 oficerów i 43 marynarzy.
Remont w Devonport trwał aż do 17 stycznia 1942. Po ukończeniu, pełnił zadania eskortowania okrętów Home Fleet z bazy Scapa Flow, na początku marca osłaniał konwoje arktyczne PQ-12 i QP-8.

### Ocean Indyjski 1942
W marcu i kwietniu 1942 „Javelin” brał udział w eskorcie konwoju WS-17 i WS-17A przez Freetown do Durbanu w Południowej Afryce. W maju wziął udział w lądowaniu na Madagaskarze (operacja Ironclad) – 5 maja wspierał ogniem lądowanie w Diego Suarez, pełnił następnie patrole przeciwpodwodne.

### Morze Śródziemne 1942−1943
„Javelin” został następnie w maju 1942 przeniesiony do 14. Flotylli Niszczycieli Floty Śródziemnomorskiej, bazującej w Aleksandrii, w składzie której działały pozostałe ocalałe niszczyciele tego typu. Brał aktywny udział w działaniach przeciw flocie i żegludze włoskiej i operacjach konwojowych na Maltę. M.in. 14–16 czerwca 1942 brał udział w osłonie konwoju Vigorous, który spotkał się z silnym przeciwdziałaniem lotnictwa wroga. Podczas tej operacji Javelin holował 15 czerwca poważnie uszkodzony niszczyciel HMAS „Nestor", lecz z powodu uszkodzeń i obawy ataków lotniczych 16 czerwca rano dobił go bombami głębinowymi, po zdjęciu załogi. 19 lipca 1942 z krążownikami „Dido” i „Euryalus” i niszczycielami „Jervis”, „Pakenham” i „Paladin”, ostrzeliwał niemieckie pozycje w Marsa Matruh. Od 10 sierpnia 1942 osłaniał pozoracyjny konwój na wschodnim Morzu Śródziemnym, a 13 sierpnia 1942 wraz z krążownikami HMS „Arethusa” i „Cleopatra” i niszczycielami HMS „Kelvin”, „Sikh” i „Zulu” bombardował Rodos (operacje dywersyjne dla konwoju operacji Pedestal). W listopadzie brał udział w osłonie konwoju MW-13 (operacja Portcullis).
Wszedł następnie w skład Zespołu K (Force K), działającego z Malty. 2 grudnia 1942 wziął udział, w składzie Zespołu K, wraz z niszczycielami „Jervis", „Nubian” i HMS „Kelvin” w potyczce, w której zatopiono włoski torpedowiec „Lupo” koło wysp Karkanna, ratujący rozbitków i dobito parowiec „Veloce” (5451 BRT).
17 stycznia 1943 „Javelin” z „Pakenham” zatopił mały okręt pomocniczy. 20 stycznia wraz z „Kelvinem” zatopił pod Trypolisem 11 małych włoskich statków i eskortujących je pomocniczych trałowców. W nocy 22/23 stycznia z krążownikami „Cleopatra” i „Euryalus” oraz niszczycielami „Jervis”, „Nubian” i „Kelvin” ostrzeliwał drogi odwrotu włoskich jednostek pancernych pod Zuwara.
W czerwcu 1943 „Javelin” wspierał desant na Pantellerii, po czym został skierowany do Wielkiej Brytanii do remontu w Portsmouth, gdzie przybył 15 czerwca.

### Północna Europa 1944
Po remoncie, w lutym 1944 został włączony w skład 10. Flotylli Niszczycieli Floty Metropolii w Scapa Flow i działał na Morzu Północnym. W maju przeniesiony z flotyllą do Plymouth, brał następnie w czerwcu udział w osłonie lądowania w Normandii. 9 czerwca 1944 wziął udział w bitwie koło wyspy Ushant (Ouessant) z niemieckimi niszczycielami (w składzie półdywizjonu prowadzonego przez ORP Błyskawica).
7 lipca 1944 doznał uszkodzenia rufy w kolizji z HMS „Eskimo” (3 zabitych). Remontowany w Plymouth i Belfaście do końca grudnia 1944..

### Morze Śródziemne 1945–1946
W lutym 1945 został ponownie przebazowany do 14 Flotylli na Morze Śródziemne i 19 lutego dotarł do Aleksandrii. Od 9 marca do maja przechodził tam remont kotłów. Działał na Morzu Śródziemnym po zakończeniu wojny w Europie, do kwietnia 1946.
Po przybyciu 17 maja 1946 do Portsmouth, został następnie wycofany do rezerwy. 31 lipca 1946 przeniesiono go do Floty Rezerwowej, później był odstawiony w Harwich. 31 października 1948 skreślony z listy floty, po czym używany jako okręt-cel i w końcu sprzedany na złom do West of Scotland Shipbreaking w Troon w Szkocji, gdzie przybył 11 czerwca 1949.
Dowódcy
- 08. 05. 1939 – grudzień 1940: Cdr (kmdr por.) Anthony F. Pugsley
- 08. 01. 1942 – 30. 09. 1942: Lt. Cdr (kmdr ppor.) Hugh C. Simms
- 30. 09. 1942 – grudzień 1942: Lt. Cdr (kmdr ppor.) William Frank Niemann Gregory-Smith
- grudzień 1942 – koniec 1943: Lt.Cdr. John Melvill Alliston
- 25. 11. 1943 – koniec 1944: Lt.Cdr. Peter Barthrop North Lewis
- 14. 11. 1944 – koniec wojny: Lt.Cdr. James Bogue Marjoribanks

Opis okrętu i szczegółowe dane – zobacz Niszczyciele typu J/K/N

## Dane techniczne
Uzbrojenie i wyposażenie:
Uwaga – dane dotyczące uzbrojenia dotyczą ogólnie okrętów typu J, daty zmian w konkretnym przypadku są orientacyjne.
- 6 dział 120 mm QF Mk XII na podwójnych podstawach CP Mk XIX, osłoniętych maskami (3xII)
  - długość lufy: L/45 (45 kalibrów), donośność maksymalna 15 520 m, kąt podniesienia +40°, masa pocisku 22,7 kg

- 1 działo plot 102 mm QF Mk V na podstawie HA Mk III (między 1940/41 a 1942/43 zamiast aparatu torpedowego)
  - długość lufy: L/45, kąt podniesienia +80°, masa pocisku 14,06 kg

- 4 automatyczne armaty przeciwlotnicze 40 mm Vickers Mk VIII („pom-pom”) poczwórnie sprzężone na podstawie Mk VII (1xIV)
- 2-10 automatycznych działek plot 20 mm Oerlikon 20 mm (od 1941, ilość stopniowo wzrastała, 2xI do 6xI, później 4xII i 2xI))
- 8 wkm plot 12,7 mm Vickers Mk III (2xIV) (do 1941)
- 10 wyrzutni torpedowych 533 mm w dwóch aparatach torpedowych PR Mk II (2xV), 10 torped Mk IX (pomiędzy 1940/41 a 1942/43 – 5 wyrzutni)
- 1 zrzutnia na 6 bomb i 2 miotacze bomb głębinowych (20-45 bomb głębinowych)

Wyposażenie
- hydrolokator Asdic
- system kierowania ogniem artylerii: dalocelownik (DCT) i główny dalmierz (na nadbudówce dziobowej)
- radar dozoru ogólnego Typ 286 (od czerwca 1940, na maszcie dziobowym), później Typ 291
- radar kierowania ogniem plot Typ 285 (od 1941, na stanowisku dalmierza)
- radar dozoru nawodnego Typ 271 (w II połowie wojny, na śródokręciu)
- radar dozoru nawodnego Typ 293 (pod koniec wojny na maszcie głównym)